# عصبة (جماعة)

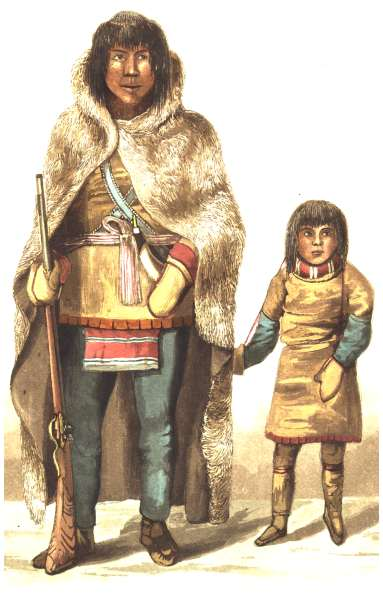

عُصبة أو قبيل أو زمرة أو مجموعة (هورده Horde في الألمانية من التركية أوردوordu معسكر)، هي وصف في الأنثروبولوجيا والإثنولوجيا لمجموعة اجتماعية صغيرة ومستقلة من حوالي 20-100 فردًا من الصيادين والجماعين الذين يعيشون معا، ومعظمهم ذَوُونَ قربة بعضم لبعض من خلال النسب أو الزواج.
وفي اللغة، عصبة: (الجمع: عُصُبات وعُصْبات وعُصَب)هي الجماعة من الناس أو الخيل أو الطير، وقد تستعمل عند الفقهاء بمعنى قرابة العصب أي في الأقارب الذكور.
تتألف أو تألفت عُصُبات الصيادين والجماعين من عدة أسر ممتدة تعيش كجماعة مشتركة باكتفاء ذاتي، واهتم كل أفراد العصبة وعلى قدم المساواة بالعمل والأمن والشعائر الدينية ورعاية لأطفالهم وكبار السن. يُطلق على هذا الشكل من التنظيم الاجتماعي والسياسي اسم مجتمع العُصبات وهو لا يزال موجودًا، على سبيل المثال، بين السان في جنوب إفريقيا (انظر أيضًا قائمة شعوب الصيد والجمع التي لازالت قائمة حتى اليوم).
يفترض علم الآثار كذلك أن معظم المجموعات البشرية في العصر الحجري القديم كانت منتظمة في عُصب، يمكن وصفها بأنها «مجموعات متنقلة من الصيادين وجامعي الثمار». في الدراسات لاحقًا جرى إعطاء صيد السمك دورًا مهمًا كذلك؛ فهو كمورد طبيعي، ربما أدى إلى توسع المجموعات وحتى أنه قد يكون ساهم بدرجة معينة في الاستقرار.

## وصف
تُعرف العصبة نفسها على أنها مجموعة إثنية، من خلال الخصائص التالية في المقام الأول:
- حجم يمكن التحكم فيه (من 25 إلى حوالي 100 عضو، نادرًا ما يكون أكثر، في الغالب نحو 50عضوًا)
- شمول المعاملة بالمثل في العلاقات والتفاعلات الاجتماعية (القرابة، ثقافة الهبة)
- اقتصاد تقليدي مكتفٍ ذاتيًا ومؤمن ذاتيًا [4] (الصيد والجمع وصيد الأسماك)
- فائض ناتج منخفض (اقتصاد كفاف)
- لا توجد علاقات ملكية واضحة
- التكافوء تقريبًا في الثروة
- لا تمييز اجتماعي واضح أو طبقات اجتماعية
- زعامة غير مقننة وحسب
- إعاقة تركيز السيطرة على الموارد

للعصبة في الغالب أسلوب حياة ترحال غير مستقر، إذ يتعين على المجموعة الهجرة موسميًا لنيل مصادر الغذاء البرية. تعيش حينها في معسكرات متغيرة (كلمة هوره تعني معسكر)، حيث يمكن أن تُضم إلى هذه المعسكرات أماكن أخرى، مثل أماكن الذبح أو مخيمات مؤقتة، وكذلك أماكن إنتاج الأدوات، مع خيارات اقامة أماكن مبيت أو مأوى خاصة بهذه الملحقات. في مجتمع العصبة يعتمد تقسيم العمل على العمر والمهارة والجنس فقط. يمكن أن تنقسم العُصب الكبيرة إلى مجموعات محلية (الإنجليزية local bands العُصب المحلية). ويجري تنمية الهوية المشتركة وتماسك المجموعة من خلال الشعائر.
عادة ما يرتبط أفراد العصبة ارتباطًا عائليًا وثيقًا، إما عن طريق قرابة النسب المشترك أو المصاهرة والزواج. فالشكل الوحيد من أشكال التنظيم الاجتماعي هو الأسرة ومجموعات السكن المشترك، التي تدير نفسها بشكل مستقل نسبيًا. ويعتمد الوضع الاجتماعي للعضو إما على موقعه في نظام القرابة (مثل الأم، الأخ، العم) أو على المهارات والقدرات الشخصية (كصياد عظيم مثلًا).
جميع أفراد العصبة متساوون مع بعضهم البعض (مجتمع قائم على المساواة)، ولا تطور العُصبات هياكل سلطة وليس لها قيادة رسمية. تقع قيادة المجموعة في الغالب في أيدي المعمرين والأعضاء الأكبر سناً في العصبة (مبدأ الأقدمية)، إذ يجري توزيع المناصب القيادية حسب المهمة المحددة والكاريزما والقدرة، لذلك لا يوجد فرق اقتصادي كبير بين الأعضاء. يتم اتخاذ القرارات بالاتفاق (مبدأ التوافق). لا توجد قوانين مكتوبة، وتُنقل عادات وتقاليد العصبة شفهيًا.
تختلف القبيلة عن العصبة بعدد أسرها الأكبر بكثير، وبما مجموعه المئات أو الآلاف من الأعضاء، وأحتوائها على مؤسسات اجتماعية وسياسية أكثر، مثل واحد أو أكثر من الزعماء ومجلس قبلي. قبل تطور القبائل، كانت أجزاء كبيرة من القارات مأهولة بمجموعات عرقية أو عُصبات غير متماسكة. إن وجود العُصبات والمجتمعات العُصبية موثق تاريخيًا وأثريًا في عدة قارات ومناطق مناخية، وغالبًا ما تكون في مناطق قليلة السكان. نظرًا لانتشار الدول الحديثة في جميع أنحاء العالم، هناك عدد قليل جدًا من مجتمعات العُصبات أو ثقافات الصيادين والحماعين اليوم.

## مجتمع العصبة
كانت مجتمع العصبة يعتبر عند الأنثروبولوجيين والجغرافيين والمستكشفين في القرن التاسع عشر مرحلة أولية من التطور الاجتماعي والثقافي ويستخدم لوصف ثقافات الصيادين والجامعين. في الستينيات من القرن الماضي، حدد الإثنولوجي الأمريكي سيرڤيس Elman Service مجتمع العصبة على أنه الشكل الأصلي والأبسط للمجتمع في نموذج التطور المكون من أربع مراحل، وبينما انتقد نموذجه الرباعي اليوم كونه ذو نزعة احادية خطية تطورية (Unilineal evolution)، فإن الوصف عصبة ومجتمع العصبة في الاجتماعيات الإثنلوجية (Ethnosoziologie) وعلم السياسية الإثنولوجي (Politikethnologie) لتحديد التنظيم لاجتماعية والسياسي للجماعات الإثنية المكتفية ذاتيا. يشار إلى الشكل السياسي للحكم في مجتمعات العصبة باسم اكفالي (Akephalie) ويمكن مقارنة بالكلمة العربية لقاح التي تصب في نفس المعنى. تنسب المادية التاريخية إلى مجتمع العصبة على أنه «مجتمع بدائي» نمط إنتاج خاص هو شيوعية أولية.
في نموذج التطور المكون من أربع مراحل، الذي وضعه سيرڤيس، يتبع مجتمع العصبة المجتمع القبلي باعتباره المستوى الثاني من التنظيم الاجتماعي.
1-مجتمع العصبة (من 25 إلى حوالي 100 عضو، نادرًا ما يكونون أكثر)
2-المجتمع القبلي (يصل إلى حوالي 5000 عضو)
3-المشيخات (حتى حوالي 20000 عضو)
4-الدولة (عدد غير محدود من الأعضاء)

## هوامش
1. ↑  جامع المعاني  نسخة محفوظة 2016-03-10 على موقع واي باك مشين.
2. 1 2 3  
موسوعة بريتانيكا (18 Jan 2016). "Band: kinship group" (بالإنجليزية).
3. ↑  
Charlotte Seymour-Smith: Dictionary of Anthropology. Hall, Boston 1986, ISBN 0-8161-8817-3, S. 21 (englisch).
4. ↑  Bernd Andreae: Weltwirtschaftspflanzen im Wettbewerb: Ökonomischer Spielraum in ökologischen Grenzen. Eine produktbezogene Nutzpflanzengeographie. De Gruyter, Berlin 2016, ISBN 978-3-11-083977-7, S. 67.
5. ↑  
David Hurst Thomas u. a. (Hrsg.): Die Welt der Indianer: Geschichte, Kunst, Kultur von den Anfängen bis zur Gegenwart. Frederking Thaler, München 1994, ISBN 3-89405-331-3, S. 119 (US-Original: The Native Americans).
6. ↑  
Elizabeth Prine Pauls (6 Mar 2008). "The Difference Between a Tribe and a Band". موسوعة بريتانيكا (بالإنجليزية).
7. ↑  قومٌ لَقَاحٌ وحيٌّ لَقاح: لم يَدينوا للملوك ولم يُمْلَكُوا  نسخة محفوظة 2015-12-22 على موقع واي باك مشين.